# Het huis van Hades
Het huis van Hades (oorspronkelijke titel: The House of Hades) is een boek van Rick Riordan uit 2013. Het is het vierde boek in de serie Helden van Olympus. Het boek vertelt het verhaal van zeven helden die de wereld proberen te redden.

## Verhaal
In het voorafgaande boek Het teken van Athena vielen Percy Jackson en Annabeth de Tartarus in. De plek waar zelfs goden niet uit kunnen komen. Maar omdat Gaia wakker aan het worden is, zijn er dodenportalen ontstaan die ze weer naar de wereld kunnen brengen. Ze proberen te ontsnappen uit de onderwereld en de portalen weer te sluiten.